# 유사역사학
유사역사학(類似歷史學, pseudohistory)또는 의사역사학(擬似歷史學) 사이비역사학(似而非歷史學)은 역사인 듯하나 공인된 역사 기술의 관습을 따르지 않고 그 결론을 훼손하는 주장을 낮추어 이르는 말로, 회의론 혹은 사이비 회의주의에서 쓰인다. 새롭고 확실하지 않으며 논란의 여지가 있는 역사적 증거로 국가·정치·군사·종교 등에 대한 쟁점이 되는 결론을 이끌어 내는 경우에 종종 유사역사학으로서 배척한다.
유사역사학에 대한 비판과 비판에 대한 비판의 양상은 '사실에 대한 해명이나 대상에 대한 합리적 이해가 아니라, 자신이 품고 있는 욕망의 정당화'를 기본 공격의 도구로 삼는다. 비판의 관점은 유사역사학을 수용한 사람들의 사고는 확증 편향 혹은 사실과 거리가 먼 주관성을 띈다는 것이며, 비판의 비판도 역시 이를 채택하고 있다.
대한민국에서 유사역사학은 '쇼비니즘'과 결합된다고 추정된다. 비판자들은 어떤 역사학이 위대한 역사와 거대한 영토를 강박적으로 선호하거나 이를 윤리적 당위로 제시한다고 주장한다. 이에 따라 비판자들이 얻는 공격은 '친일 식민사학'이라는 지칭이다. 상대를 친일파라는 '절대악'으로 규정하는 것은 매우 효과적인 선동 수단이다.
그동안 한국에서의 유사역사학은 주로 고대사 연구에서 발견되었다. 민족주의의 과잉을 넘어, 학계에 대한 근거 없는 모함과 비난, ‘《환단고기》’를 통해 역사의 조작을 시도하고 이를 이용하여 대중을 선동하는 등 ‘최소한의 학문성조차 상실한’ 일련의 흐름에 대한 비판에서 생겨난 용어였다. 말하자면 우리나라 상고사를 주된 연구대상으로 하며, 과거 국가의 국력과 영토에 이상 집착하는 일련의 비합리적인 행위들을 말한다.

## 어원
유사역사학과 같은 번역어인 유사역사학의 유사(類似)란 국어사전에서 '서로 비슷함'으로 정의된다.
유사역사학은 'pseudohistory'의 번역어이다. 'pseudohistory'를 구글에 검색하면 약 12만 개의 결과물이 검출될 만큼, 이 용어는 일반적으로 사용되고 있다. history 앞에 붙는 pseudo가 바로 '유사'에 해당한다. 한글로 검색 시 유사역사학은 같은 번역어인 사이비역사학과 합해 7만여 개 정도 검출된다.
1815년에 간행된 찰스 A. 엘튼(Charles, Abraham, Elton)의 《The Remains Of Hesiod The Ascraean Including The Shield Of Hercules: With A Dissertattion On The Lifr And Aera, Th Poems, And, Mythology Of Hesiod》라는 제목의 책에서 의사역사학이라는 용어를 최초로 사용했다. 엘튼은 호메로스와 헤시오도스위 경연에 대한 전승이 사실이 아니라고 주장하면서, 이를 가리켜 '의사역사학'이라고 칭하며 비판했다. 호메로스와 헤시오도스의 경연이란 그 두 사람이 에우보이아 섬에서 시 경연대회를 가졌는데, 헤시오도스가 이겨서 청동 세발화로를 얻어 신전에 바쳤다는 이야기다. 엘튼은 헤시오도스가 경연에서 호메루스와 겨루지 않았으며 전승되는 그 이야기는 호메로스보다 뛰어나다는 뜻을 담은 비유적 의미로 사용됐다고 해석했다.

## 특징
유사역사학의 특징은 다음과 같다.
- 과거에 대한 사실의 발견이 아닌 현재의 특정 정치적, 종교적인 문제를 지지하는 것을 목적으로 한다.
- 고대의 문헌을 선택적으로 이용해 자신의 주장에 적절한 것만을 인용하고, 자신의 주장과 맞지 않는 것은 무시하거나 부정한다.
- 신빙성이 낮은 문헌을 즐겨 사용한다.
- 진실일 가능성이 있는 것에 불과한 것도 자신의 주장과 일치할 경우에는 충분히 진실로 믿을 만한 것으로 여긴다.
- 신화나 전설, 이야기 등 문학상의 기술을 문자 그대로의 사실로 본다.
- 고대의 역사가가 말하는 것에 대해 비판적 혹은 회의적 접근을 하지 않고, 고대 역사가들의 주장을 액면 그대로 받아들이며, 고대의 주장에 반대되는 경험적, 논리적 증거를 무시한다.
- '절대적으로 올바른 것만이 진실이며, 절대적으로 올바른 것은 존재하지 않기 때문에 진실은 존재하지 않는다'는 극단적 회의주의 개념에 집착해 역사적 진실이 존재하지 않는다고 주장한다. 또는 이러한 회의주의를 이용해서 자신들의 주장이 은폐되어 있었다고 주장한다.
- 역사는 단지 신화창조일 뿐이고, 서로 다른 역사는 정확성이나 경험적 개연성, 논리적 일관성, 타당성, 완결성, 공평성, 성실성 등의 전통적인 학문적 기준으로 비교할 수 없으며, 도덕이나 정치의 입장에서 비교해야 한다고 주장한다.
- 자기들의 주장을 인종차별, 무신론, 사대주의, 자민족중심주의, 자신들의 정치나 종교적 주장에 대한 반대 등의 이유로 억압하는 음모가 있다고 주장한다.
- 언어의 유사성에 의한 추론을 남용한다. 한때 자주 사용되었던 방법이지만, 우연히 일치할 가능성에 대한 문제 때문에 현대에는 매우 조심스럽게 사용해야 할 방법으로 여겨지고 있다.

## 같이 보기
- 의사 과학
  - 창조과학